# 클리모프 RD-33

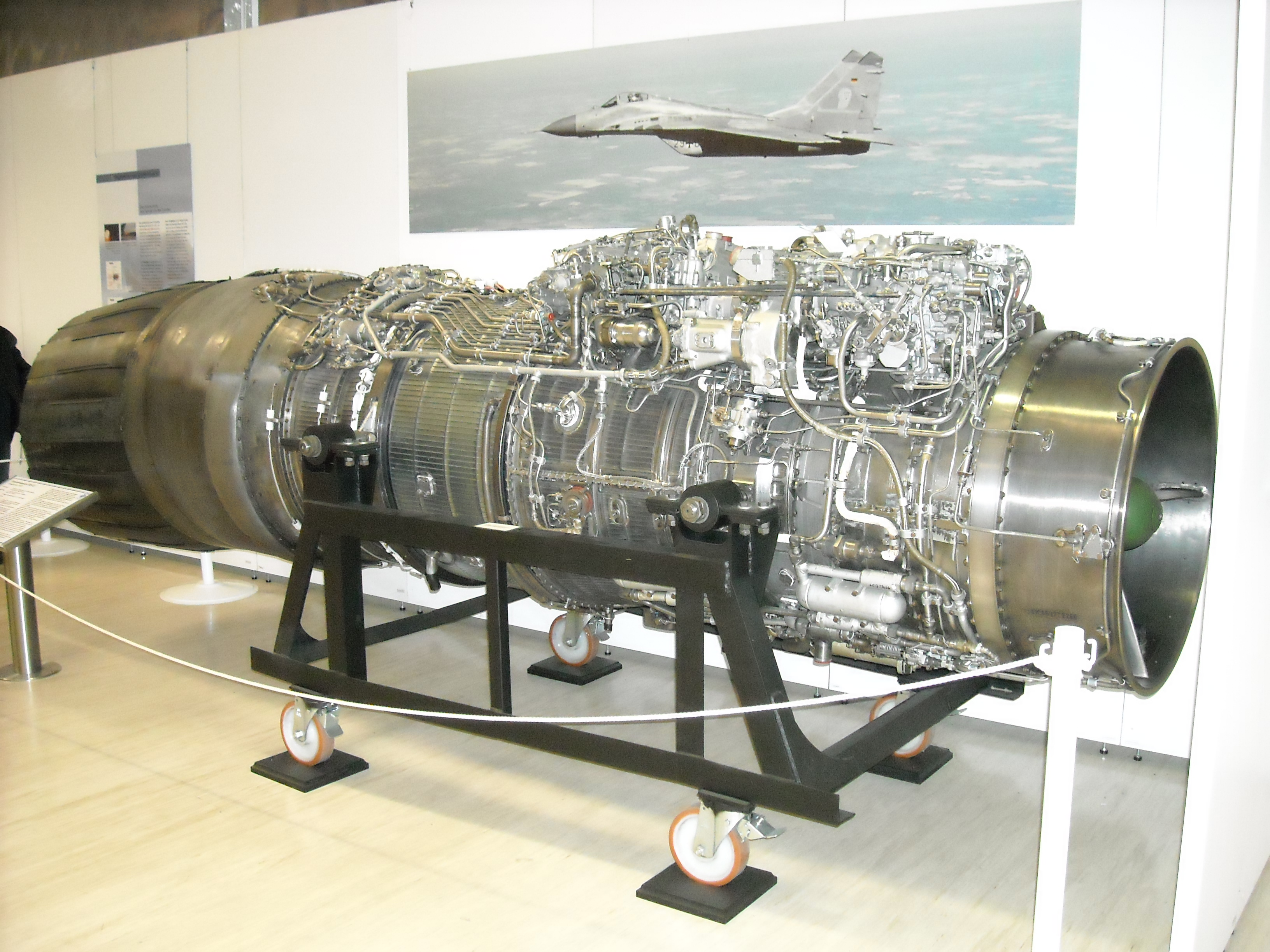

RD-33 터보팬 엔진은 1985년에 미코얀 MiG-29 전투기용으로 개발되었다. 8000-9000 kgf 추력급 터보팬 엔진이다.
MiG-21-97도 MiG-29에서 사용하는 클리모프 RD-33 엔진을 장착했다. 러시아는 Ramenskoye Airport에서의 가상공중전에서 F-16 전투기를 4:1로 이긴다고 주장했다.

## F404
러시아의 RD-33 터보팬 엔진은 F/A-18 호넷, F-117 나이트호크, F-20 타이거샤크, 보잉 X-45, 다소 라팔, 사브 JAS 39 그리펜, T-50 골든이글에 사용되는 미국의 제너럴 일렉트릭 F404 터보팬 엔진과 비교 시 출력이 전반적으로 약간 강하나 거의 비슷하다. 거기다 사용기종인 MiG-29는 좁은 반경에서의 요격작전과(속도에 치중하는 일반적인 요격기와는 달리, 체급이 작아 연료량이 적은 대신 주력 제공전투기보다 가벼운 기체를 사용, 속도보다 선회력을 중시하는 형태의 요격법으로 적기 편대 안으로 치고들어가 난전을 강요하는, 쉽게 말해 분탕질 치는 방식에 특화돼있다) 비포장 험지활주로 정규운용에 매우 특화시킨 현대판 국지전투기이기 때문에, 양항비가 덜떨어지므로 실제 기체에서는 그렇게 큰 차이가 나지 않을 것이다.

## 파생형
최근 추력편향 엔진이 개발되어 있다. 최신형은 BARK 디지털 제어 시스템을 갖추고 있다.

### RD-33
미코얀 MiG-29 전투기 엔진. 1985년 개발되었다.

### RD-33B/NB
애프터버너가 없다.

### RD-93
중국의 FC-1 전투기 엔진.

### RD-33MK
RD-33MK "Morskaya Osa" (Russian: Морская Оса: "Sea Wasp")은 2001년에 개발된 최신형이다. 항공모함용인 미코얀 MiG-29K 전투기용으로 개발되었다. 그러나 미코얀 MiG-35의 엔진으로도 채택되었다. MiG-35의 시제기용으로 쓰인 버전에는 추력편향 조종노즐이 탑재되었으나 내수용 양산형에서는 예산 문제로 제거되었다.

## 같이 보기
- 클리모프 RD-33 -  러시아 추력 8.3톤 터보팬
- 제너럴 일렉트릭 F404 -  미국 추력 8톤 터보팬
- 구이저우 WS-13 -  중국 추력 8.8톤 터보팬, 개발중
- GTRE GTX-35VS 카베리 -  인도 추력 8.2톤 터보팬, 개발중
- 유로젯 EJ200 -  유럽 추력 9.2톤 터보팬
- 스넥마 M88 -  프랑스 추력 8톤 터보팬